# 下卡斯特罗塞尔纳
卡斯特罗塞尔纳德亚瓦霍，是西班牙卡斯蒂利亚-莱昂塞戈维亚省的一个市镇。 总面积13平方公里，总人口50人（2001年），人口密度4人/平方公里。